# Emarginea gammophora
Emarginea gammophora är en fjärilsart som beskrevs av Achille Guenée 1852. Emarginea gammophora ingår i släktet Emarginea och familjen nattflyn. Inga underarter finns listade i Catalogue of Life.